# Bristly Peaks
Bristly Peaks är en bergstopp i Antarktis. Den ligger i Västantarktis. Argentina, Chile och Storbritannien gör anspråk på området. Toppen på Bristly Peaks är 1 003 meter över havet, eller 3 meter över den omgivande terrängen. Bredden vid basen är 0,27 km.
Terrängen runt Bristly Peaks är kuperad åt nordväst, men åt sydost är den platt. Trakten är obefolkad. Det finns inga samhällen i närheten.